# Pinelema strentarsi
Pinelema strentarsi es una especie de araña araneomorfa del género Pinelema, familia Telemidae. Fue descrita científicamente por Lin & Li en 2010.

## Distribución geográfica
Habita en China.